# 1525

## Události
- 21. ledna – od švýcarské reformace se odděluje její radikální křídlo – novokřtěnci (anabaptisté)
- těžbu začíná Důl Svornost na Jáchymovsku, nejstarší evropský dosud provozovaný důl
- 24. února - bitva u Pávie, porážka francouzských vojsk pod velením Františka I. císařskými vojsky Karla V.

### Probíhající události
- 1524–1525 – Německá selská válka

## Narození
Česko
- 1. prosince – Tadeáš Hájek z Hájku, český astronom a osobní lékař císaře Rudolfa II., († 1. září 1600)

Svět
- 23. prosince – Jan Albrecht I. Meklenburský, vévoda meklenburský († 12. února 1576)
- ? – Čang Ťü-čeng, úředník za vlády mingských císařů Lung-čchinga a Wan-liho († 1582)
- ? – Mathurin de Montalais, francouzský šlechtic († 1603)
- ? – Sehzade Bayezid, syn sultána Suleymana I., osmanský princ, následník trůnu († 25. září 1559)
- ? – Nurbanu Sultan, manželka sultána Selima II., matka sultána Murada III., Valide Sultan († 7. prosince 1583)
- ? – Raziye Sultan, osmanská princezna, dcera sultána Suleymana I. († 1570)
- ? – Esmehan Baharnaz Sultan, osmanská princezna († 1550)

## Úmrtí
Česko
- 29. srpna – Jan Šlechta ze Všehrd, český humanista a diplomat (* 24. ledna 1466)

Svět
- 18. května – Pietro Pomponazzi, italský filosof (* 16. září 1462)
- 27. května – Thomas Müntzer, náboženský reformátor a vůdce povstalců (* 1489 nebo 1490)
- 10. června – Florian Geyer, německý rytíř a diplomat (* 1490)
- 17. listopadu – Eleonora de Viseu, manželka portugalského krále Jana II. (* 2. května 1458)
- 30. prosince – Jakob Fugger, německý podnikatel (* 6. března 1459)
- ? – Şehzade Abdullah, syn osmanského sultána Sulejmana I. (* 1522)

## Hlavy států
- České království – Ludvík Jagellonský
- Svatá říše římská – Karel V.
- Papež – Klement VII.
- Anglické království – Jindřich VIII. Tudor
- Francouzské království – František I.
- Polské království – Zikmund I. Starý
- Uherské království – Ludvík Jagellonský
- Španělské království – Karel V.
- Burgundské vévodství – Karel V.
- Osmanská říše – Suleyman I.
- Perská říše – Tahmásp I.